# Palmaris longus

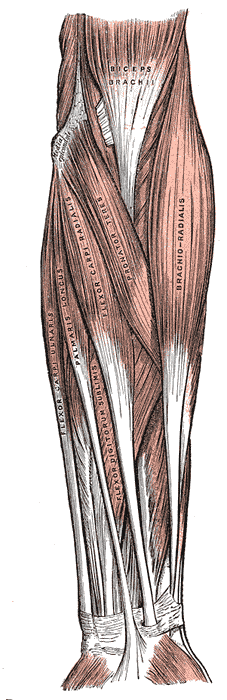
Underarmens ytliga muskellager. Palmaris longus långa sena passerar utanpå flexorretinaklet i handleden.
Illustration: Gray's Anatomy, 1918. (PD)

Palmaris longus (latin: musculus palmaris longus, "handflatans långa muskel") är, i människans kropp, en tunn, ytlig skelettmuskel på underarmen (antebrachium) framsida mellan m. flexor carpi radialis och m. flexor carpi ulnaris. Palmaris longus kan saknas helt. Dess funktion är att spänna palmaraponeurosen samt att flexera handleden och de ulnara fingrarna.
Palmaris longus har sitt ursprung i överarmsbenets (humerus) mediala epikondyl (epicondylus medialis humeri), även kallat caput commune flexorum.
Den övergår snabbt i en sena som passerar utanpå flexorretinaklet (retinaculum flexorum, ligamentum carpi transversum) i handleden (art radiocarpea). Senan är här palperbar och synlig genom huden vid flexion av handleden.
Det distala fästet i handflatan (palma manus) utgörs av en solfjäderformad förankring i palmaraponeurosen (aponeurosis palmaris).
Palmaris longus är en av de skelettmuskler i människokroppen som har störst variation. I 10 procent av fallen saknas den helt. Den kan ha en muskelbuk likaväl proximalt som distalt eller till och med ha två muskelbuker med en central sena. Ibland består den enbart av en sena. Ibland bildar den rent av två muskler.
Palmaris longus innerveras av n. medianus.